# Windischgarsten
Windischgarsten är en köpingskommun i distriktet Kirchdorf i förbundslandet Oberösterreich i Österrike. Kommunen har 2 373 invånare (2024).

## Sport
Windischgarsten var 1997 värdort för europamästerskapen i skidskytte och 1998 för världsmästerskapen i skidorientering.  